# بلک غازی
بلک غازی (انگلیسی: Belek Ghazi; نامشخص – ۶ مه ۱۱۲۴)، فرمانده و بیگ ترک در اوایل قرن ۱۲ میلادی بود. پدر وی بهرام و پدربزرگش ارتق بیگ، یکی از اشخاص برجسته امپراتوری سلجوقی در قرن ۱۱ و ۱۲ میلادی بود. وی برای مدت کوتاهی حاکم سوروچ بود که در جریان نخستین جنگ صلیبی به دست صلیبیون سقوط کرد. وی پس از آن در جنگ نیروهای سلجوقی علیه صلیبیون در شمال سوریه و آناتولی شرکت جست.